# Mi delirio (canción)
«Mi delirio» (antes como «Sin darme cuenta») es el primer sencillo de la cantante y compositora Anahí, del quinto álbum de estudio Mi delirio.
Se trata de una canción de ritmo rápido, perteneciente a los géneros de electropop y dance pop. Fue lanzado en descarga digital el 14 de agosto de 2009 a través de EMI Music. «Mi delirio» tuvo una recepción crítica positiva. El tema gozó de éxito internacional y llegó a la cima de las listas de éxitos en varios países, incluyendo Perú, Chile, Ecuador y Nicaragua.
Anahí interpretó la canción en la sexta edición de Premios Juventud, en Estados Unidos, y en su gira mundial Mi delirio World Tour. La canción cuenta con varias versiones, una versión remix y una con el cantante Ken-Y, en directo Anahí interpretó la versión acústica y la versión cabaret.

## Antecedentes

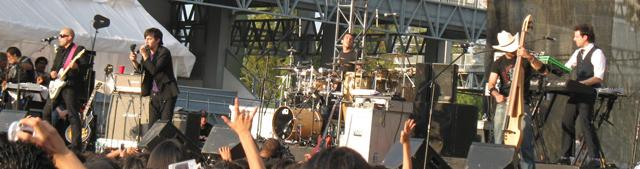
Gil Cerezo y Ulises Lozano del grupo Kinky, fueron dos de los productores.

El 10 de julio de 2009, la cantante sube a su cuenta oficial en Youtube un video filmado en el Bosque de la China donde comentó que estaba grabando su nuevo disco. En julio de 2009, la canción se filtra en Internet, Anahí explicó durante un chat de Univisión: «Chicos los amo, solo les quiero decir algo, 'no hay bronca, nos robaron la canción pero nos robaron solo el demo, no era la canción final...». El 12 de julio de 2009, Anahí publica en su página oficial en Youtube, un video que muestra sus ensayos en Miami para Premios Juventud. El 16 de julio de 2009, Anahí presentó por primera vez el sencillo en la sexta edición de Premios Juventud, en Estados Unidos. Ese mismo día, Anahí publica un video en Youtube con el título «Comienza una historia de magia...», que muestra a la cantante en la limusina dirigiéndose a la premiación. El 17 de julio de 2009, después de su presentación Anahí subió en AnahiChannelOne un video que muestra los minutos antes de su subida al escenario. Anahí comentó en una entrevista con EFE que «Todo ha sido un delirio, una locura. En aquellos premios quise presentar mi evolución, dar a probar un simple sorbo de mi carrera como solista tras RBD y pensé que no perdía nada por mostrar algo de lo que quería hacer». El 17 de julio de 2009, se publicó en el Facebook oficial de la cantante "La Investigación", que explicó los hechos encontrados en la investigación de la filtración de la canción. El 1 de agosto de 2009, la cantante vía Facebook comparte que habían comenzado las grabaciones del disco, argumentando: «grabando nuestro disco !!!!!!!». El 6 de agosto de 2009, se anunció que Anahí había firmado un contrato de exclusividad con la disquera EMI, declarando: «Sé que este es el principio de un camino mágico que juntos hoy empezamos a recorrer». El 14 de agosto de 2009, se lanzó el sencillo a través de descarga digital. El 7 de septiembre de 2009, Anahí sube a su cuenta oficial en Twitter que seguía la grabación del disco, expresando: «grabando el disco, y esta semana tomamos las fotos :) Los amo!!!!!!!!».

### Portada
Sobre el arte de la portada, Anahí comentó en una entrevista con Univisión: «Para el sencillo dibujé un árbol con ojos y cara, pero es que desde que vi Alicia en el país de las maravillas, siempre he tenido la idea de que las cosas tienen cara. En el disco trato de expresar todo lo que yo soy y las canciones que escribí, pues obviamente son vivencias mías o mi visión sobre las cosas».

## Lanzamiento y producción
La canción fue escrita por ella misma, Gil Cerezo, Ulises miembros Lozano de la banda mexicana Kinky y Blas Miguel, fue producido por Gil Cerezo y Lozano Ulises. 
El 12 de agosto la canción fue lanzada oficialmente como sencillo en las radios mundialmente. Y salió a la venta en descarga digital el 14 de agosto de 2009. La canción da nombre al disco y a su gira Mi delirio World Tour que comenzó el 3 de noviembre de 2009 en São Paulo, Brasil. En diciembre de 2009, es lanzado a la venta a través de descarga digital el video del sencillo.
El 19 de enero de 2010 se lanza a la venta en descarga digital la versión remix de la canción junto al cantante de reguetón Ken-y producido por Myztiko. [4] También se realizó una versión acústica en diciembre de 2009, que fue incluida en la edición de lujo de Mi Delirio. [5] Otro remix se filtró en enero de 2010 llamado "Remix Kinky". En 2010, la canción es incluida en el álbum Now Hits 2010, el cual cuenta con dos discos, que contienen cada uno las 20 canciones que fueron un éxito en Italia.
El 22 de noviembre de 2010 se lanzó a la venta la edición deluxe del disco, el cual contenía dos versiones de la canción, una versión acústica y un remix realizado por Kinky. El 26 de marzo de 2011, es estrenada en vivo por primera vez, en São Paulo, Brasil, la versión cabaret.

## Recepción

### Crítica
«Mi delirio» obtuvo críticas generalmente positivas, Diego Alvez de POPLine expresó que «El primer single llamado "Mi delirio", también fue muy bien recibido por la crítica y el público», y agregó que «Las canciones tienen una huella más caliente, donde la cantante exuda sensualidad». Univisión reseñó que el sencillo es «Considerada como una pegajosa canción». Terra comentó que Anahí regresa a la música con un estilo único y renovado, reseñando: «Hace unos meses Anahí retomó los escenarios como solista en la pasada entrega de los Premios Juventud, donde interpretó el tema 'Mi delirio' con una presentación impactante y un estilo musical que ningún otro cantante latino había explorado».
La revista estadounidense Antena reseñó sobre el éxito de la canción, argumentando «Si la palabra éxito fuera una canción, ésta se llamaría “Mi Delirio”, el tema que Anahí eligió para lanzar únicamente como descarga digital, resultó ser uno de los favoritos de los fanáticos por lo que decidió que fuera el primer sencillo oficial de su nuevo álbum [...] Esta pegajosa canción tuvo la colaboración de Gil Cerezo y Ulises Lozano de la banda regiomontana Kinky, que gracias a su gran creatividad han hecho este tema tan bailable que a partir de hoy sonará en todas las estaciones de radio. Esta nueva y prometedora producción, cuya línea es completamente diferente a lo que Anahí hizo con RBD, se publicará de manera simultánea en México, Estados Unidos, Costa Rica, Colombia, Argentina y España, además traerá muchos eventos positivos en la carrera de Anahí, entre éstos, una extensa gira». El sitio chileno EMOL reseñó «Anahí retomó los escenarios como solista en la pasada entrega de los Premios Juventud 2009, donde interpretó el tema "Mi delirio", con una llamativa performance, incorporando un cuerpo de baile de alta temperatura y un estilo musical propio. La canción forma parte del álbum que prepara y con esta aplaudida sesión en vivo demostró que puede recuperar el éxito que pavimentó al interior del famoso grupo adolescente mexicano RBD».

### Resultado comercial
En América del Norte el sencillo debutó en el puesto veintinueve de la lista de Billboard Latin Pop Songs, manteniéndose por siete semanas seguidas, siendo esa su mejor posición. En el Billboard Latín Rhythm Songs se posicionó en el puesto veintidós. En México la canción ingresó en el puesto ochenta y ocho, y alcanzó el puesto ochenta y cinco en el México Top 100, siendo esta su mejor posición en la lista. En la México Español Airplay de Billboard se posicionó en el puesto dieciocho.
En América del Sur, el sencillo obtuvo una buena recepción. En Argentina la canción ingresó en el puesto setenta y cinco, y alcanzó la posición cuarenta y uno en el Top 100 Charts Argentina, siendo esta su máxima posición y logrando permanecer diecisiete semanas en la lista. En Costa Rica la canción ingresó en la posición veintiséis, a la quinta semana obtiene el puesto quince, siendo esta su mejor posición en el Costa Rica Top 30, y permaneció siete semanas en dicha lista. En Uruguay el sencillo ocupó la posición veintisiete del Uruguay Top 40.
| Chart (2009–2010)            | Mejor posición |
| ---------------------------- | -------------- |
| Billboard Latin Pop Songs    | 29             |
| Billboard Latin Rhythm Songs | 22             |
| iTunes México Música Latina  | 68             |

## Lista de canciones
- Descarga digital

| Mi delirio — Single |              |          |  |
| N.º                 | Título       | Duración |  |
| 1.                  | «Mi delirio» | 3:12     |  |

| Mi delirio (versión remix Kinky) — Single |              |          |  |
| N.º                                       | Título       | Duración |  |
| 1.                                        | «Mi delirio» | 4:08     |  |

| Mi delirio (versión Ken-Y Mix) — Single |                           |          |  |
| N.º                                     | Título                    | Duración |  |
| 1.                                      | «Mi delirio» (feat Ken-Y) | 3:25     |  |

- Sencillo en CD

| — Sencillo en CD - Edición estándar |              |          |  |
| N.º                                 | Título       | Duración |  |
| 1.                                  | «Mi delirio» | 3:15     |  |

| — Sencillo en CD - Deluxe edition |                                    |          |  |
| N.º                               | Título                             | Duración |  |
| 1.                                | «Mi delirio»                       | 3:15     |  |
| 2.                                | «Mi delirio» (versión remix Kinky) | 4:08     |  |
| 3.                                | «Mi delirio» (versión acústica)    | 3:27     |  |

| Estados Unidos — Sencillo en CD - EP - Fan Edition |                  |          |  |
| N.º                                                | Título           | Duración |  |
| 1.                                                 | «Alérgico»       | 3:55     |  |
| 2.                                                 | «Me hipnotizas»  | 3:51     |  |
| 3.                                                 | «Pobre tu alma»  | 3:18     |  |
| 4.                                                 | «Mi delirio»     | 3:13     |  |
| 5.                                                 | «Ni una palabra» | 2:48     |  |
| 6.                                                 | «Aleph»          | 4:15     |  |

## Versiones
La canción tiene varias versiones que se han ido conociendo poco a poco, aquí la lista:
- Mi delirio
- Mi delirio acústica (Incluido en la versión Deluxe de Mi delirio)
- Mi delirio Remix Kinky (Incluido en la versión Deluxe de Mi delirio)
- Mi delirio feat Ken-Y (Lanzada a la venta a través de descarga digital)
- Mi delirio cabaret Versión (Estrenada en el Go Any Go Tour)

## Presentaciones en vivo

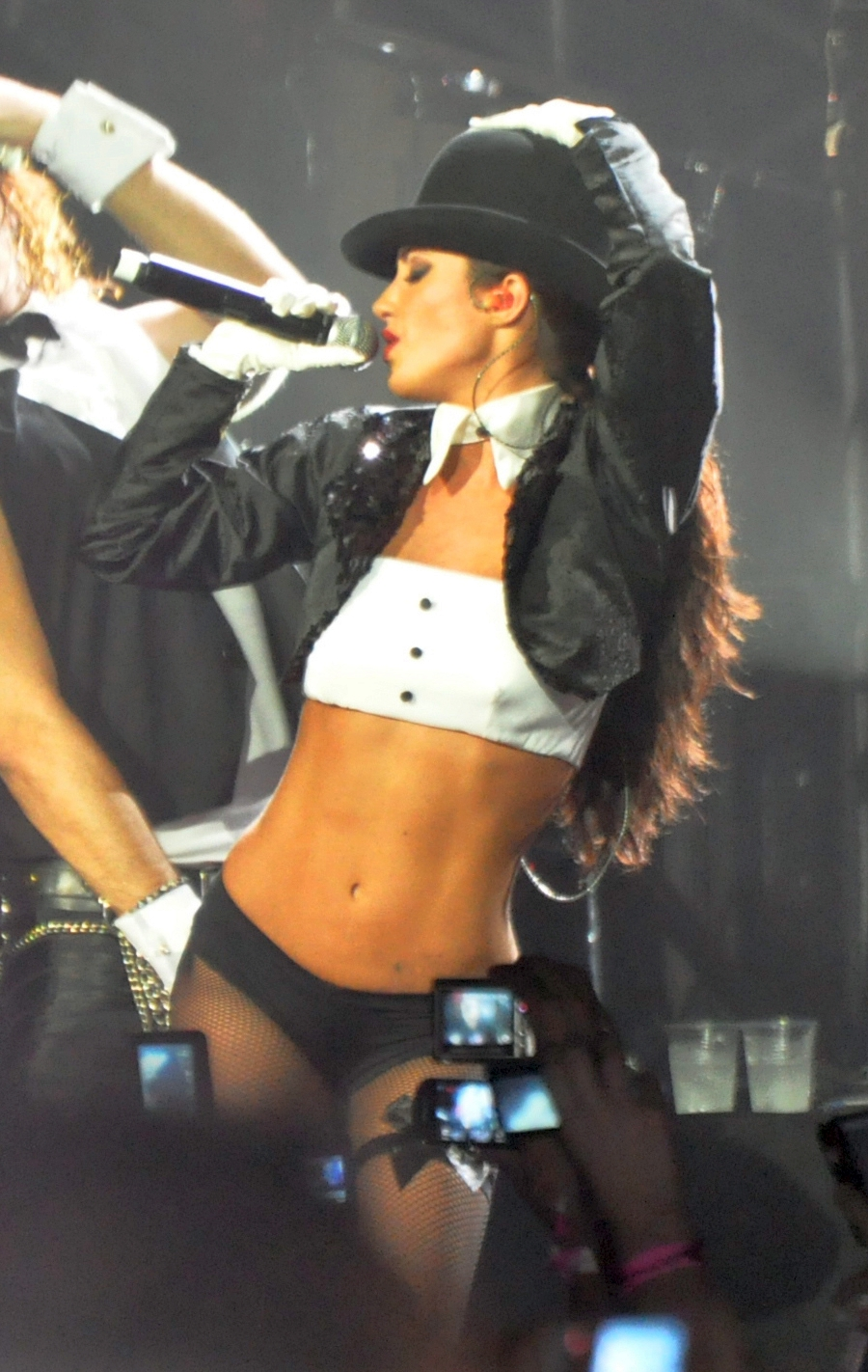
Anahí interpretando la versión cabaret del tema durante Go Any Go Tour

El 16 de julio de 2009, Anahí presentó por primera vez el sencillo en la sexta edición de Premios Juventud, en Estados Unidos. El 30 de julio de 2009, presenta la canción por segunda vez en Estados Unidos en el programa Don Francisco Presenta. El 7 de agosto de 2009, Anahí da comienzo al "Anahí Promo Tour", tour promocional para promover su nuevo sencillo que recorrió Estados Unidos, Brasil y México.
El 2 de noviembre de 2009, se presenta en el famoso Programa do Jô en Brasil, midiendo 10 puntos de media, dejando a Globo en primer lugar en el horario de la madrugada. La canción es incluida en el setlist de su gira "Mi delirio World Tour", siendo interpretada por primera vez el 3 de noviembre de 2009 en Brasil.
En noviembre de 2009, Anahí presenta el sencillo en la cuarta temporada del reality Latin American Idol en Buenos Aires, Argentina. El 11 de noviembre de 2009, Anahí interpreta el tema en el programa chileno Alfombra Roja. El 13 de noviembre de 2009, interpreta el tema en el programa La Muralla Infernal en Chile. El 15 de noviembre de 2009, interpreta la canción en el reality estadounidense ¡Viva el sueño!. El 19 de noviembre de 2009, Anahí se presentó en el programa Que Noche en Puerto Rico, interpretando el tema por primera vez en dicho país. El 24 de noviembre de 2009, Anahí incluye la canción dentro del setlist que presentó en su entrevista con Univisión en los Estados Unidos, donde interpretó tres temas de su álbum Mi delirio. El 21 de noviembre de 2009 se presenta en la versión estadounidense del programa Sábado Gigante, presentado por Don Francisco, interpretando el sencillo. El 14 de diciembre de 2009, Anahí se presenta en el reality show mexicano Me quiero enamorar.
El 6 de febrero de 2010 fue interpretada en vivo en el programa Muevete en México. El 9 de febrero de 2010, canta el tema en el Programa Hoy, en México. El 23 de febrero de 2010, Anahí incluyó la canción en el setlist del show que brindó en el Festival Internacional de la Canción de Viña del Mar. El 3 de marzo de 2010, Anahí canta el sencillo en el programa Mojoe conducido por Yolanda Andrade y Montserrat Oliver.
El 4 de septiembre de 2010, interpreta el tema en los Kids Choice Awards México como parte de su setlist. El 3 de octubre de 2010, Anahí llegó en Brasil y se presentó en el Programa do Gugu, incluyendo «Mi delirio» en el setlist. El 10 de octubre de 2010, incluye el tema en el setlist de su presentación en el programa Domingo Legal, dejando a SBT en la frente con picos 11 puntos de audiencia, superando a Globo, que midió 8.5 de audiencia. El 6 de diciembre de 2010, interpreta la canción como parte del setlist en el último episodio del programa Décadas.

## Video musical

### Desarrollo y lanzamiento
El video musical fue filmado el 16 de octubre de 2009 en Los Ángeles, California, dirigido por Max Gutiérrez, editado por Jerry Chan y producido por Sarah Craig y RL Hooker, bajo la compañía productora Ringleader Productions. El 16 de octubre de 2009, Anahí compartió en Twitter junto a una foto de la filmación: 

En el video de Mi Delirio...!!!!!! Está delirante! Es lo Máximo!!!!
Anahí

El 19 de octubre se comparten las primeras imágenes del video a la prensa, en la que se la puede ver usando una camisa de fuerza y ligueros. El backstage del video fue transmitido por AOL Latino TV. El 16 de noviembre de 2009 la cantante reveló vía Facebook que el video sería estrenado mundialmente el 18 de noviembre de 2009, a través de Univisión. El video fue estrenado en el canal de Youtube de EMI Music el 30 de noviembre de 2009.
El video fue censurado por Youtube debido a su fuerte contenido, días después volvió a estar en circulación en dicho sitio. Sobre su censura en dicho sitio, Anahí argumentó: «Me parece que es lo más chistoso del mundo y la verdad a mí me funcionó porque se armó toda una controversia que ahora todos lo quieren ver. Sinceramente he observado videos mucho más fuertes o programas que salen a las siete de la noche». La coreografía estuvo a cargo de Cris Di Carlo, quien trabajó anteriormente con la cantante mientras formaba parte de RBD. El 1 de diciembre de 2009, el video musical es lanzado a la venta a través de descarga digital.

### Sinopsis
En el video Anahí vive en un manicomio, mientras que en la noche se la ve bailar y pasar un buen rato. Comienza llevando una camisa de fuerza y ligueros simulan una mujer con problemas mentales, mientras se deja ver otros enfermos en la instalación. Más tarde se muestra a ella y a los "pacientes" tomando pastillas, seguida de una escena sobre la cama en una habitación donde se muestra a la cantante bailando con un vestuario sensual. Cuando el coro comienza, aparece vestida con un top negro que muestra el estómago y una falda de baile color negro, realizando junto a otros bailarines una coreografía. En el segundo verso, Anahí aparece atada a una mesa recibiendo descargas eléctricas. El coro continúa y el video da cortes de Anahí en las diferentes escenas, intercaladas entre sí. La tercera estrofa, se la ve sentada en un columpio y desapareciendo después. El video termina una fiesta con sus bailarines y todos los pacientes. 

### VersiónDirector's Cut
En abril de 2010, Anahí en su cuenta oficial en Youtube informó sobre una segunda versión del video «Mi delirio» llamado "Mi delirio director's cut". El 19 de junio de 2010 se sube el primer adelante del video.
La versión Director's Cut del video fue lanzada el 26 de junio de 2010, a través de la cuenta oficial de Anahí en YouTube, y contiene algunas escenas diferentes a la primera versión del video que fueron cortadas por ser de un contenido más fuerte.

### Recepción

El video fue censurado en el sitio web de videos Youtube debido a que consideraron que contenía un fuerte contenido

El video musical de la canción recibió críticas mayormente positivas, Tijana Ilich de About.com reseño que «De todos los miembros de la popular banda RBD, Anahí es la que parece tener los movimientos sensuales que se requieren para tener éxito como estrella del pop femenino en estos días», y mostró su agrado por el video, comentando «Me gusta mucho las secuencias institucionales de Anahí, obviamente una actriz, tiene un verdadero look de 'La novia de Frankenstein' en su camisa de fuerza». Univisión reseñó que Anahí luce un «cambio de look, donde la joven cantante se deja ver más atrevida, sensual y con un vestuario mucho más llamativo, mismo que plasmó en su nuevo videoclip». Angélica Mora de AOL Música reseñó «En su primer video como solista, Anahi se presenta completamente diferente de lo que estábamos acostumbrados a ver en RBD, y estamos muy satisfechos».
Aline Vieira de la revista brasileña Capricho argumentó que en el video, Anahí parece una loca, sexy y poderosa, princesa y agregó «Me encantó, muy en serio!». La revista Quien reseñó «La sorpresa de este clip fue verla con una camisa de fuerza y luego con lencería sexy, todo muy alejado de la imagen de "preppy" con el que la relacionamos mientras formó parte de RBD».
En Brasil la canción obtiene la primera posición en MTV Brasil, el canal más importante de dicho país, y resultando el tema favorito de los brasileños por arriba de Lady Gaga, Britney Spears y Nelly Furtado. El 11 de enero de 2010 se publicó una lista de los mejores clips según el portal POPLine donde Anahí ocupó la primera posición, dejando atrás a cantantes como Lady Gaga, Rihanna, Beyonce y Britney Spears. El video recibe la primera posición en el canal MTV de los países europeos Rumania y Polonia. En octubre de 2011, fue considerado por Terra como uno de los videos más polémicos de la música pop.

### Posiciones del video
| Lista (2010)                       | Posición |
| ---------------------------------- | -------- |
| MTV Polonia                        | 1        |
| MTV Rumanía                        | 1        |
| MTV Brasil                         | 1        |
| iTunes México                      | 6        |
| HTV - Hot Ranking                  | 1        |
| Top TVZ Brasil                     | 1        |
| POPline Brasil                     | 1        |
| Videoclips Top 40                  | 6        |
| 18 & Over Mun2                     | 9        |
| MTV Tr3s                           | 6        |
| MTV España                         | 5        |
| Listas de fin de año               |          |
| Los 100 + Pedidos del 2010 (Norte) | 39       |
| MTV TOP HOT                        | 1        |

## Créditos y personal
Créditos por «Mi delirio»:

### Personal
| - Composición – Anahí, Miguel Blas, Gil Cerezo, Ulises Lozano, Graciela Carballo, Rafael Esparza-Ruiz - Producción – Ulises Lozano - Mixing – Andy Zulla en Sound Decision - Violonchelo – María Valle Castañeda, Sergio Rodríguez - Batería – Enrique "Bugs" Gonzáles - Viola – Ricardo David, Ulises Manuel Gómez Pinzón, Orozco Buendía - Violín – López Pérez, Arturo Fonseca Miquel, Alan Lerma, Jesús De Rafael, José Del Águila Cortés - Ilustración – Anahí |

## Posicionamiento
| País           | Lista                              | Mejor posición |
| -------------- | ---------------------------------- | -------------- |
| México         | Billboard - México Español Airplay | 18             |
| México         | México Top 100                     | 85             |
| Estados Unidos | Billboard - Latin Pop Songs        | 29             |
| Estados Unidos | Billboard - Latin Rhythm Songs     | 22             |
| Perú           | Perú Top 20                        | 1              |
| Perú           | Perú Top 100                       | 1              |
| Perú           | Top Latino                         | 7              |
| Argentina      | Argentina Top 100                  | 41             |
| Chile          | Chile Top 100                      | 1              |
| Ecuador        | Ecuador Top 40                     | 1              |
| Costa Rica     | Costa Rica Top 40                  | 2              |
| Costa Rica     | Costa Rica Top 30                  | 15             |
| Guatemala      | Guatemala Top 40                   | 8              |
| Brasil         | Top 100 Brasil                     | 1              |
| Honduras       | Honduras Top 40                    | 6              |
| Portugal       | Portugal Top 20                    | 1              |
| Nicaragua      | Nicaragua Top 40                   | 1              |
| Uruguay        | Uruguay Top 40                     | 27             |
| Serbia         | Serbia Top 20                      | 3              |
| Rumania        | BestMusic Top 20 Rumania           | 1              |
|                | Listas de fin de año               |                |
| Brasil         | Top 200 2010                       | 2              |

## Premios y nominaciones
El sencillo «Mi delirio» fue nominado en distintas ceremonias de premiación. A continuación, una lista con algunas de las candidaturas que obtuvo la canción:
| Año  | Ceremonia                     | Categoría                    | Resultado | Ref.   |
| ---- | ----------------------------- | ---------------------------- | --------- | ------ |
| 2010 | Premios Orgullosamente Latino | Video latino del año         | Nominado  | [ 95 ] |
| 2010 | Kids Choice Awards México     | Canción favorita             | Nominado  | [ 96 ] |
| 2010 | Premios People en Español     | Canción del año              | Nominado  | [ 97 ] |
| 2010 | Premios Juventud              | La más pegajosa              | Nominado  | [ 98 ] |
| 2010 | Premios Juventud              | Mi video favorito            | Nominado  | [ 98 ] |
| 2010 | Premios Juventud              | Mi rigntone                  | Nominado  | [ 98 ] |
| 2011 | Premios Quiero                | Mejor video artista femenino | Nominado  | [ 99 ] |